# Rubens Peale
Rubens Peale (Filadelfia, 4 maggio 1784 – Filadelfia, 17 luglio 1865) è stato un artista e direttore di musei statunitense.
Figlio di Charles Willson Peale, a causa dei suoi difetti della vista non si dedicò seriamente alla pittura fino a tarda età, quando dipinse nature morte.

## Gioventù ed educazione
Fu il quarto figlio di Charles Willson Peale. Rubens aveva problemi di vista e per questo motivo, a differenza di molti suoi fratelli, non ricevette una formazione artistica, quanto piuttosto un'educazione improntata a farlo diventare un gestore di musei. Nel 1802 viaggiò nel Regno Unito con la famiglia, non riuscì però a visitare l'Europa continentale a causa della ripresa dei conflitti dopo il trattato di Amiens. Nel 1803 frequentò l'Università della Pennsylvania. Fu direttore del museo paterno (Peale's Philadelphia Museum) dal 1810 al 1821, ed in seguito del Peale Museum di Baltimora, che gestì insieme al fratello Rembrandt. Per incentivare le visite al museo, installò un impianto di illuminazione a gas. Rubens gestì meticolosamente le entrate e le uscite finanziarie del museo. Tra le note, nel luglio 1826 riportò entrate per 243 dollari derivanti dalle visite serali e dal dicembre 1826 al marzo 1827 riportò una spesa di 16,50 dollari per l'esposizione di un rinoceronte.

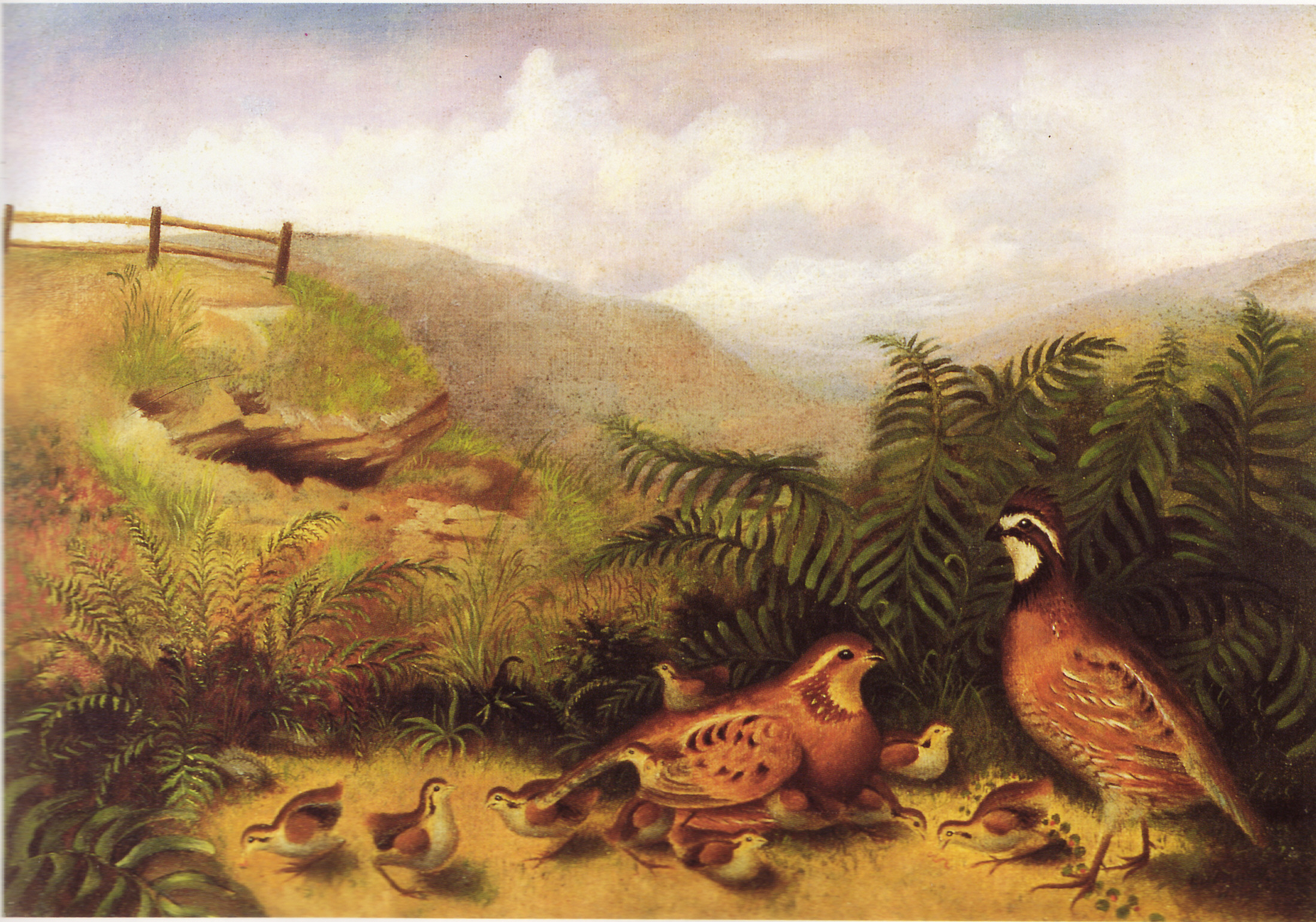
Landscape with Quail - Cock, Hen, and Chickens (paesaggio con quaglia - gallo, gallina e pulcini) dipinto di Rubens Peale, data sconosciuta

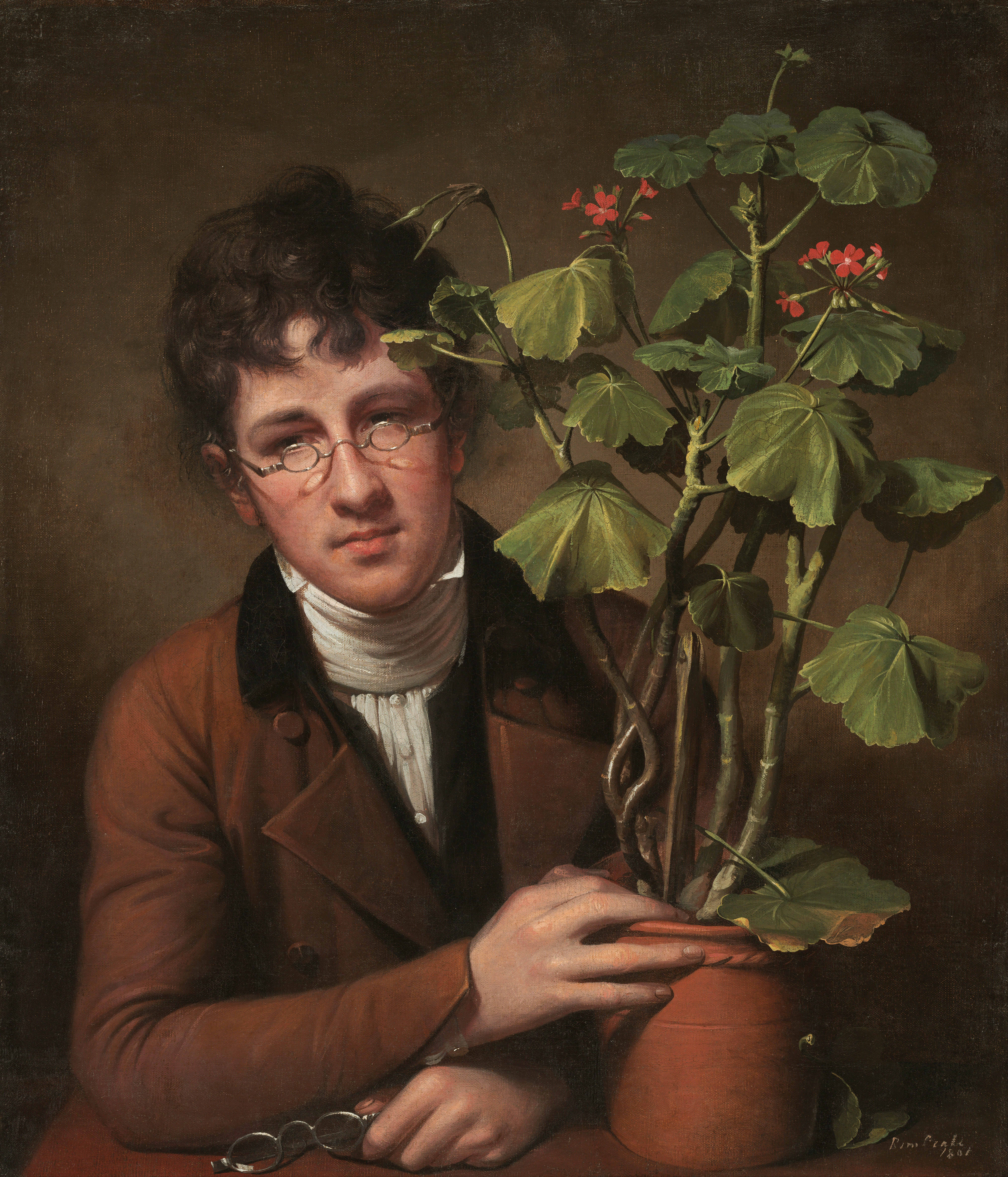
Rubens Peale with a Geranium (Rubens Peale con un geranio) eseguito da Rembrandt Peale, 1801

## Carriera
Peale aprì un suo museo a New York il 26 ottobre 1825. Il panico del 1837 fece indebitare il museo. Nel 1840 Peale cambiò il nome del museo in New York Museum of Natural History and Science, accendendo una competizione con il Barnum's American Museum di Phineas Taylor Barnum. Rubens dovette poi vendere la sua intera collezione a Barnum nel 1843. Nel 1837 si ritirò nella magione di suo suocero George Patterson, detta Woodland Farm, vicino a Schuylkill Haven, vivendo come un gentiluomo di campagna. Sperimentò il mesmerismo, scrivendo a suo fratello Rembrandt al riguardo.
Nell'ottobre del 1855 iniziò un diario, in cui descrisse dettagliatamente la sua vita alla fattoria, includendo il suo nuovo hobby, la pittura. Si dedicò in particolare alla pittura di nature morte, come estensione del suo interesse verso la storia naturare. Nel 1864 tornò a Filadelfia, dove studiò la pittura paesaggistica presso Edward Moran. Negli ultimi dieci anni di vita produsse più di 130 dipinti.

### Annotazioni sul diario riguardanti la morte di Abraham Lincoln

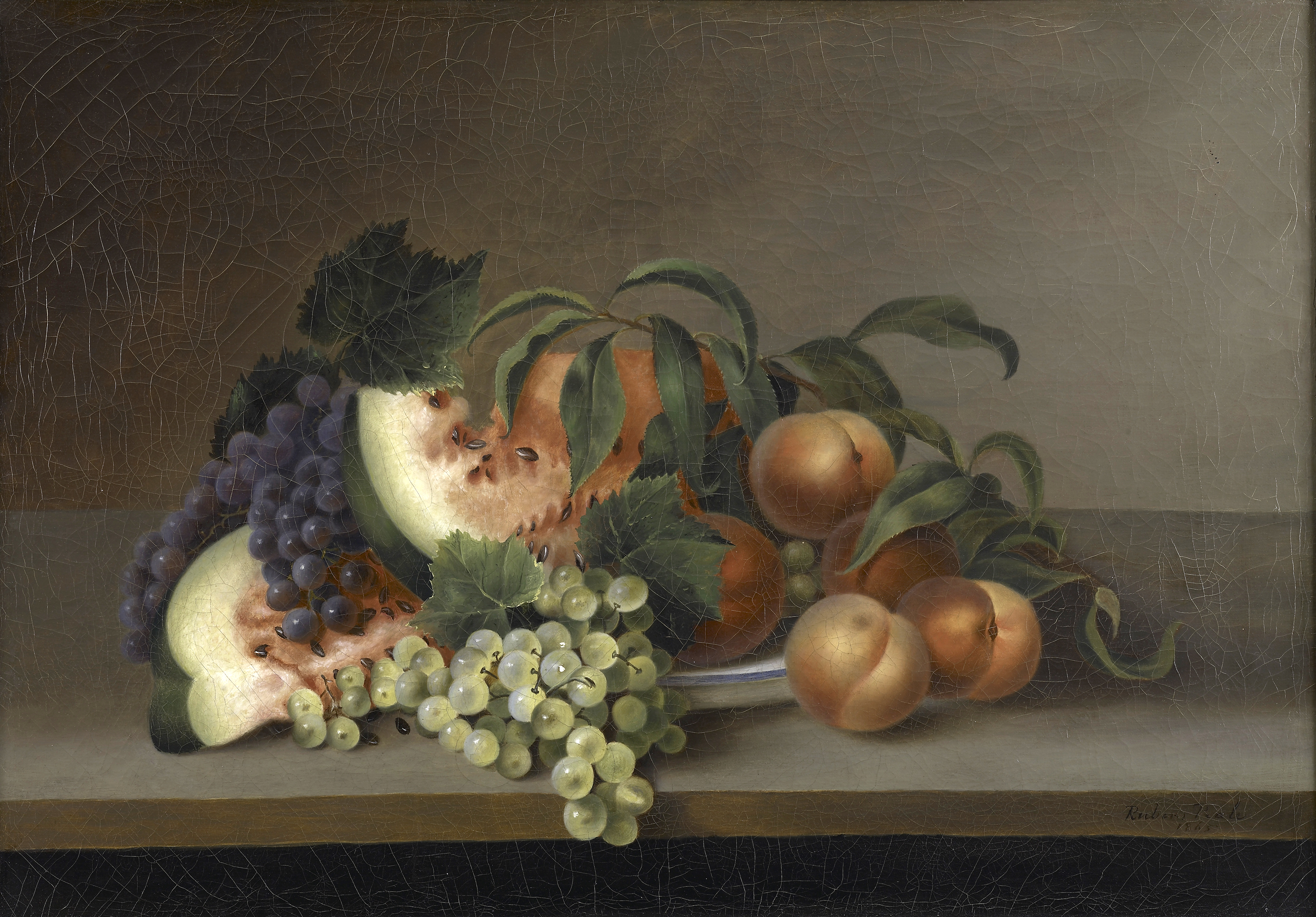
Still Life with Watermelon (Natura Morta con Anguria), 1865, Princeton University Art Museum

15 aprile 1865:
22 aprile:
23 aprile:

## Vita privata
Il 6 marzo 1820 sposò Eliza Burd Patterson (1795-1864), dalla quale ebbe 6 figli: Charles Willson, George Patterson, William, Mary Jane, James Burd e Edward Burd. Mary Jane Peale diventò una pittrice. Charles Willson Peale (1821-1871) sposò Harriet Friel, e suo figlio Albert Charles Peale (1849-1914) diventò un geologo dello US Geological Survey.

## Eredità
Nel 1985 la National Gallery of Art pagò 4,07 milioni di dollari per il dipinto Rubens Peale con un Geranio (Rubens Peale with a Geranium), un ritratto eseguito da suo fratello Rembrandt Peale. Il prezzo pagato fu il più alto fino ad allora per un'opera americana.
Nel 2007 il Princeton University Art Museum acquistò il dipinto di Rubens Peale Natura Morta con Anguria (Still Life With Watermelon), come omaggio a John Wilmerding.